# Dídac Boza i Rocho
Dídac Boza i Rocho (San Nicolás, 13 de novembre de 1964) és un periodista català. Treballa a La Xarxa de Comunicació Local i dirigeix Ràdio Hostafrancs, emissora de l'Associació de la Ràdio Comunitària d'Hostafrancs, entitat de la qual és el president. Va ser director del diari digital LaMalla.cat i ha treballat també a la Cadena SER, Televisió Espanyola, Ràdio 4 i la Cadena 13, entre d'altres. És articulista a Nació Digital. És un dels 200 protagonistes del llibre Sobirania.cat de Saül Gordillo.
Començà la seva trajectòria periodística a Ràdio Calella, emissora municipal. Posteriorment treballa a la Cadena 13 (1985-1987). L'any 1987 s'incorpora a Ràdio Barcelona - Cadena SER. Entre 1990 i 1993 treballa als serveis informatius de la Cadena SER a Madrid. En aquest període s'especialitza en informació política i fa algunes cobertures com a enviat especial a Egipte, Grècia, Turquia i els Emirats Àrabs Units, durant la crisi i guerra del Golft Pérsic (1990-1991). Entre 1993 i 1994 té tasques de responsabilitat als serveis informatius de la cadena Onda Cero a Madrid. L'any 1995 treballa com a reporter a diversos programes informatius de Televisió Espanyola.
El 1997 torna a Barcelona i s'incorpora al Departament de Premsa de l'Ajuntament de Barcelona. L'any 2004 assumeix la direcció de 'Barcelona Informació' i 'Barcelona districtes', publicacions editades per l'Ajuntament de Barcelona. Entre 2015 i 2016 treblla a Ràdio 4 com a sotsdirector del programa 'Obert els festius'. Entre setembre de 2006 i juliol de 2012 dirigeix 'LaMalla.cat' un dels mitjans digitals pioners a Catalunya.
A La Xarxa ha estat el creador del programa 'La tarda' realitzat col·lectivament per una trentena de ràdios locals catalanes. Des de 2014 col·labora regularment en la secció d'opinió de 'Nació Digital'.
Dídac Boza dirigeix Ràdio Hostafrancs, emissora local sense ànim de lucre dedicada específicament a la informació local i de servei del barri d'Hostafrancs a Basrcelona. L'emissora pertany a l'Associació de la Ràdio Comunitària d'Hostafrancs, entitat de la qual és el president.